# Une infinie tristesse
Une infinie tristesse (Dándole pena a la tristeza), publié en 2012, est un roman de l'écrivain péruvien Alfredo Bryce Echenique.

## Résumé
Ce roman est pour son auteur l'occasion d'aller dans les «entrailles» de sa propre famille, mélangeant fiction et réalité de cette histoire familiale. Le livre se présente comme une satire d'une famille : grandeur et décadence, sur trois générations, à Lima, au Pérou, au XXe siècle. Le fondateur, Tadeo de Ontañeta, est un «prospère exploitant de mines», fabuleusement riche,.
Don Fermin, arrière-petit-fils de Tadeo, bon investisseur et gérant, fuit autant que possible son épouse, dona Madamina. Il voit ses ailes coupées après la chute d'un toit au sortir de chez dona Maria Luisa San Ramon.
Son épouse, préfère à «son si élégant, si perspicace et si aseptique époux» (p. 54) la lecture d'Azorín, «philosophe du petit», «de l'insignifiant et de l'absurde» (puis de Pío Baroja et de José María de Pereda), et se perd dans «trois grands bols de thé et une véritable kyrielle d'autres infusions, d'anis, de menthe, de fleur d'oranger et de jasmin» (p. 93). Sorti agnostique d'une éducation jésuite, Fermin lui préfère évidemment Charles Darwin, «dans ce monde aussi ancien que paisible et bondieusard» (p. 39).
Il finit par quitter la maison familiale de San Miguel, tout en profitant de la maison de campagne de Chorrillos et d'«une belle maison les pieds dans l'eau» sur la péninsule de La Punta. Il se fait construire une nouvelle maison, et trois autres, une pour chacune de ses filles, et une pour les amis à fortune déclinante. Chaque inauguration s'accompagne de long voyage en Europe ou en Asie avec toute la famille.
Tadeo meurt lors de festivités alcoolisées, organisées pour son 105e anniversaire, en plein été (1933 ?). Le testament déclare Fermin Antonio « héritier universel de tous mes biens et de tous mes maux ». Dix ans plus tard, Fermin, devenu président de banque, est le premier contribuable de la République et ses deux filles ont vingt ans. La «très mince et très fragile» Maria Isabel épouse le «très élégant et jovial» Klaus von Schulten. Au «mariage du siècle»  assistent toute la classe politique, financière, industrielle et «les deux clans des Bassombrio et des Gastaneda», «les deux tribus des Tristan Lopez Urizo et Tristan Mendiburu». Un peu plus tard, l'absent de vingt ans, José Ramon, petit-fils de Tadeo, revient à Lima, parlant italien, allemand, français, commence par refuser le poste de Directeur Général des entreprises de Fermin Antonio, puis finit par épouser Maria-Madalena, sa cadette de vingt ans, et le voyage de noces se résume à des saucisses de Huacho à Huacho. À la suite d'un voyage vengeur à Vienne, Maria-Magdalena retrouve José Ramon très bien installé dans leur nouvelle résidence aménagée par lui, «cher et adoré petit idiot de première», pour diriger la succursale bancaire  à Jauja (3400 m., 16 000 habitants en 2010). 
D'autres surprises, désastres et catastrophes suivent, les générations successives dilapidant l'argent de leur ascendant, Tadeo de Ontañeta,.

## Personnages
- Tadeo de Ontañeta, 104 ans (1829-1933), dans son fauteuil roulant, d'un réservoir à oxygène à un autre
  - Lourdes, Mademoiselle Coiffée, son infirmière
  - ses nièces de serre, fictives : Adelita, Sandrita, Marisita, Carlita, Ofelita, Alfonsinita
  - ses quatre enfants morts en accident de bus : Froilan, Octavio, Beatriz, Florencia
  - le père Facundo Serrano, de la résidence pour prêtres âgés
  - le docteur Alejandro Soubeyrand
- son troisième fils, Fernando, incurable ludopathe, catastrophe financière, mort au sanatorium le 31 décembre 1899
  - son épouse, l'adorable cousine Rosa Maria Wingfield, à Jauja
  - leur fils, José Ramon (1897 ou 1903-1980), parti à 20 ans, revenu à 40 ans, flegmatique, actif, perfectionniste, infortuné
  - leurs filles : Cristina, Clementina, Rosa
  - Armidinta, très belle, éternellement 9 ans (1924-1933), fille de Rosa Maria et Hermenegildo de Poma Sifuentes
- son seul fils survivant, Fermin Antonio de Ontañeta y Tristan, 1886-1956, Grand-Père, maigre et sec caballero, grande asperge sèche, étique
  - dona Madamina (Basombria Castagneta), son épouse, Grand-Mère
  - leurs seules deux filles 
    - Maria Magdalena (1923-), maman, sœur aînée de Maria Isabel, et ses quatre enfants, 
      - dont le plus âgé, 4 ans et un mois, José Ramon, est adopté par son grand-père sous le nom de Fermin Antonio de Ontañeta y Tristan (1951-1956)
      - et Rosa Maria, Magdalena, Federico (éternel bon à rien)

    - tante Maria Isabel (1923- ?), maigrichonne et très nerveuse, mariée au joyeux oncle Klaus von Schulten, l'Irrépressible Héritier
      - dont le gigantesque père, Hans, est Teuton cavaleur et luthérien et la mère, dona Emilia Canavaro von Schulten , toute petite mais pieuse et charitable dame de haut lignage et de très estimable fortune
      - leur fils adoptif tardif (à Berlin), cet infâme gros au téléviseur, ce gros avorton, Klaus von Schulten, Le Mal Adopté, Ordure Fon, Dépotoir Fon

  - son fidèle écuyer, inconditionnel chauffeur, Claudio
  - son second majordome Honorato, assistant du parfait et éternel premier majordome Horacio
  - ses deux molosses, Porthos et Aramis, sur leur terrasse
  - la vieille cuisinière Juana Briceno (et le passage de Mechita)
  - son grand ami du mardi, Ezequiel Lisboa, au salon de thé - glacier D'Onofrio
  - son grand ami du jeudi, don Felipe de Zavala
  - son ami Andrés Tudela Tudelon, giogantesque en hauteur et en largeur
  - son ami Victor Manuel Fajendo, nain, boiteux, bossu
  - son inconditionnelle secrétaire Dorita
  - le tailleur Arana
  - le terrible journaliste Fausto Gastaneta, ce crétin irrespectueux, neveu de son épouse et fils d'un grand ami
- les neveux et nièces Tristan (Lopez Urizo et Mendiburu), dont Autorita et Augusto Cuto

## Accueil
La traduction en français, en 2015, par Jean-Marie Saint-Lu, de ce huitième roman de l'auteur, est appréciée par un certain public francophone, goûtant cette satire de «la dynastie des De Ontaneta [qui] règne depuis longtemps sur Lima, figure de l'aristocratie péruvienne, propriétaires de terres immenses et de richesses infinies, dépensiers, frivoles et étrangers au pays dans lequel ils vivent» . «Le narrateur, souverain et détaché, n’oublie jamais l’excellente éducation reçue dans un tel milieu (lui aussi en fait partie, comme l’auteur, d’ailleurs !), pour décrire et commenter les petitesses de la nature humaine».
« Une famille somme toute plus amorale qu’immorale, mais éprise de style. Un style que l’auteur s’amuse à restituer avec une ironique emphase dans l’écriture qui en rajoute dans la belle écriture telle que pouvait l’entendre l’académie et le bon goût bourgeois. Une écriture qui presque insensiblement évolue au fil des générations et des pages, ponctuées de sonores écarts aux conventions, laissant fugacement transparaître la vérité des De Ontañeta, effrayante dans sa rationalité calculatrice qui n’est peut-être, tout compte fait, qu’une résistance désespérée contre cette infinie tristesse d’un monde peuplé de fantômes qui n’en finit pas de finir ».